# Vườn quốc gia Annan River
Vườn quốc gia Annan River là một vườn quốc gia ở Queensland, Úc.
Vườn Quốc gia Sông Annan nằm ở bán đảo Cape York ở Viễn Bắc Queensland, Úc. Sông Annan từ đó vườn quốc gia được đặt tên, đánh dấu khu vực phía bắc và phía tây của công viên. Phía đông của công viên là Vịnh Walker ở biển Coral. Công viên được công bố vào năm 2006.
Nó được tạo ra để bảo tồn sự đa dạng của các kiểu thảm thực vật vùng đất thấp trong khu vực. Chúng bao gồm các vùng đất ngập nước biển, rừng bạch đàn và những cây dâu tây bán kết dãy núi Dowling. Nó cũng bảo vệ những nơi và những loài có ý nghĩa văn hoá đối với các chủ sở hữu truyền thống.

## Địa lý
Vườn quốc gia rộng 8.690 hecta (21.500 acre) bao gồm nhiều đỉnh núi như Núi Ellen, Núi Mcintosh, Dowlings Hills và Đồi Camp. Nó được chia cắt bởi đường cao tốc Mulligan. Vườn quốc gia Sông Annan nằm trong bán đảo Cape York và tiểu vùng ướt của bang Queensland.